# Ламінарний підшарок
Ламінарний (в'язкий) підшарок (рос. ламинарный (вязкий) подслой; англ. laminar (viscous) under-layer, нім. (viskose) Laminarunterschicht f) – тонкий шар рідини, який виникає біля стінок русла при турбулентному русі. 
Ламінарний підшарок рухається ламінарно. 